# Casuco (futbolista)
Julio Fernández Martínez (Avilés, Asturias, España, 13 de julio de 1910), conocido como Casuco, fue un futbolista español que jugó como delantero en el Real Oviedo en la década de los 30 del siglo pasado.

## Trayectoria
Su debut en el fútbol tuvo lugar en el equipo de su ciudad natal, el Real Stadium Avilesino (actual Real Avilés) en la temporada 1929/30, que militaba en la Primera regional asturiana logrando el ascenso a la Tercera División al final de la misma. Juega las dos siguientes temporadas con el equipo avilesino en esa Tercera División para pasar en la temporada 32/33 al Real Oviedo que militará en Segunda División esa temporada. Junto con Gallart, Lángara, Galé e Inciarte formó la llamada Primera delantera eléctrica que consiguió 58 goles en 18 partidos, logrando al final de la temporada el ascenso a la Primera División de España. Su papel en el quinteto era la rapidez (Gallart el enlace, Lángara el remate demoledor, Galé la ciencia e Inciarte la improvisación). En Primera División formó parte de la Segunda delantera eléctrica, en la que Galé e Inciarte fueron reemplazados por Herrerita y Emilín y que en su debut en la máxima categoría le hicieron 7 goles al Barcelona FC. En las tres temporadas que siguieron lograron 165 goles en 54 partidos, 14 de ellos de Casuco alcanzando el Real Oviedo la tercera posición en la tabla al final de la temporada 1935/36. La trayectoria del futbolista quedó truncada durante la Guerra Civil que acabó con su vida.

## Clubes
| Club                   | Temporadas | División     | Partidos | Goles |
| ---------------------- | ---------- | ------------ | -------- | ----- |
| Real Stadium Avilesino | 1929-30    | 1.ª Regional | sd       | sd    |
| Real Stadium Avilesino | 1930-32    | 3.ª          | sd       | sd    |
| Real Oviedo            | 1932-33    | 2.ª          | 18       | 5     |
| Real Oviedo            | 1933-36    | 1.ª          | 48       | 14    |